# Ralf Stambula
Ralf Stambula (Düsseldorf, 13 de abril de 1954) es un deportista alemán que compitió para la RFA en ciclismo en la modalidad de pista. Ganó una medalla de bronce en el Campeonato Mundial de Ciclismo en Pista de 1984, en la prueba de medio fondo.

## Medallero internacional
| Campeonato Mundial | Campeonato Mundial | Campeonato Mundial | Campeonato Mundial |
| Año                | Lugar              | Medalla            | Competición        |
| ------------------ | ------------------ | ------------------ | ------------------ |
| 1984               | Barcelona (España) | Medalla de bronce  | Medio fondo (A)    |